# Stellaria pulvinata
Stellaria pulvinata är en nejlikväxtart som beskrevs av Valery Ivanovich Grubov. Stellaria pulvinata ingår i släktet stjärnblommor, och familjen nejlikväxter. Inga underarter finns listade i Catalogue of Life.